# Narodowy Uniwersytet Transportu
Narodowy Uniwersytet Transportu (ukr.: Національний транспортний університет) – ukraińska techniczna uczelnia wyższa, zlokalizowana w Kijowie.

## Historia
Uczelnia została założona w 1944 jako Kijowski Instytut Samochodowo-Drogowy (Київський автомобільно-дорожній інститут - КАДІ). Funkcjonowały na niej wówczas dwa wydziały: Wydział Budownictwa Drogowego oraz Wydział Inżynierii Mechanicznej i Samochodowej. W 1994 roku uczelnia uzyskała status uniwersytetu i została przemianowana na Ukraiński Uniwersytet Transportu. Status uniwersytetu narodowego oraz nazwę Narodowy Uniwersytet Transportu otrzymała w roku 2000.

## Wydziały
W skład uczelni wchodzą następujące jednostki organizacyjne:
- Wydział Mechaniki Silnika
- Wydział Budownictwa Drogowego
- Wydział Zarządzania w Transportem
- Instytut Edukacji na Odległość